# سیکیریتسا
سیکیریتسا (صربی: Sikirica}} یک منطقهٔ مسکونی در صربستان است که در Pomoravlje District واقع شده‌است.
 سیکیریتسا  ۱٬۰۳۸ نفر جمعیت دارد.